# Fortifications d'Altkirch
Les fortifications d’Altkirch sont un ensemble d’ouvrages ayant protégé la ville d’Altkirch au Moyen Âge et au début de l’époque moderne. Elles comportent une enceinte fortifiée, construite avant 1215, et un château, bâti entre le XIIe siècle et le début du XIIIe siècle. Dépassées par les progrès techniques et n’ayant plus d’intérêt stratégique, les fortifications sont déclassées à partir du XVIIIe siècle et peu à peu rasées ou converties pour d’autres usages. Il n’en subsiste ainsi que peu de vestiges identifiables en dehors de quelques tours et d’une porte, inscrite au titre des Monuments historiques.

## Histoire
Du fait des incertitudes sur les dates exactes de constructions, il n’est pas établi si l’enceinte et le château ont été construits simultanément ou si l’un a précédé l’autre. Des documents mentionnent bien la présence d’une résidence du comte Louis de Bar dès le XIe siècle, mais ils restent évasifs sur l’emplacement et surtout la nature de celle-ci, qui pourrait n’avoir été qu’une simple demeure, sans fortifications. Le même problème se pose pour l’habitation du comte Thierry de Montbéliard, mentionnée en 1102. La première borne chronologique certaine est 1215, date à laquelle la ville est qualifiée d’oppidum, ce qui indique qu’elle est fortifiée. De son côté, le château n’est mentionné pour la première fois de manière identifiable qu’en 1231. Il faut toutefois noter que la ville est probablement un bourg castral et que, par conséquent, le château lui serait antérieur.
Ces fortifications pourraient ainsi être l’œuvre de Frédéric II de Ferrette, qui fait de la ville le centre administratif de son comté au tournant des XIIe et XIIIe siècles. Les Ferrette en perdent la propriété peu de temps après au profit de l’évêque de Bâle, qui la leur remet toutefois en fief. À l’extinction des Ferrette au début du XIVe siècle, les Habsbourg récupèrent la ville et le château pour lesquels ils n’ont toutefois qu’un intérêt modéré, ces derniers leur servant régulièrement de gage.
À la suite du traité de Münster de 1648, la place devient une possession française, que Louis XIV offre à Mazarin en 1659,. Les fortifications perdent au cours de cette période leur usage militaire. D’importantes modifications sont notamment effectuées au XVIIIe siècle pour faciliter la circulation en ouvrant une nouvelle rue à travers les murs de la ville, tandis que les habitants obtiennent d’ériger des constructions contre ceux-ci et d’y percer des ouvertures. Faute d’entretien, la majeure partie du château tombe quant à elle en ruines. Ce qu’il en reste est finalement rasé entre 1844 et 1845 afin de libérer l’espace pour une nouvelle église.

## Architecture

### Château
En raison de l’absence presque totale de vestiges, l’aspect du château est essentiellement connu par les dessins réalisés au XVIIIe et XIXe siècles. Son cœur était un grand donjon circulaire, comparable à celui du Pflixbourg, entouré d’une enceinte également circulaire comprenant au moins deux tours rondes aux angles sud et nord-ouest. Les bâtiments d’habitation et annexes étaient adossés à cette enceinte. Des fausses-braies dotées de tours venaient renforcer le dispositif à mi-pente, tandis que le côté tourné vers la ville était séparé celle-ci par un fossé,. Le château était également doté d’une chapelle, dédiée selon les sources à sainte Catherine ou à saint François et sainte Marguerite.

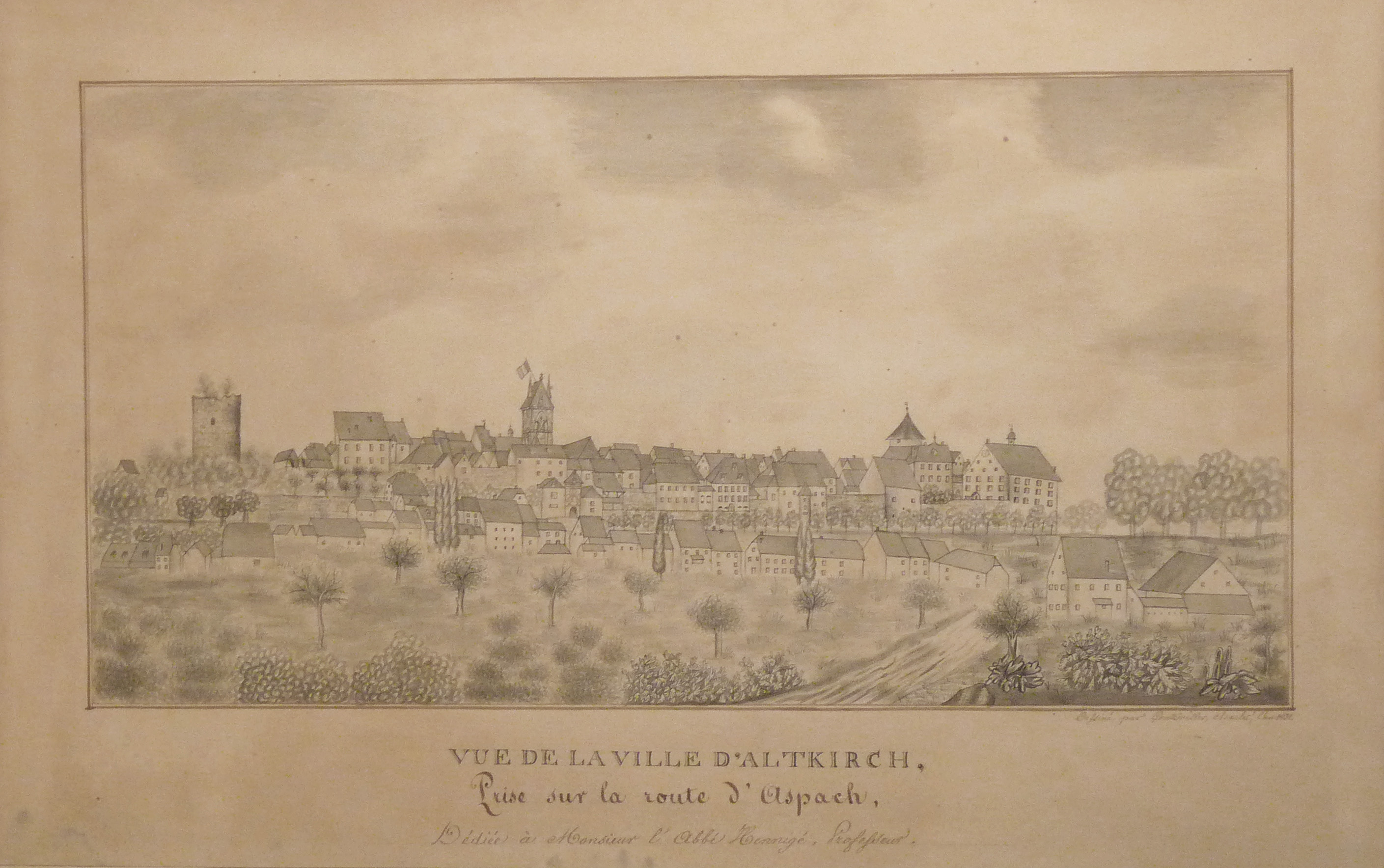
Charles Goutzwiller, Vue d'Altkirch prise du chemin d'Aspach, 1832. De gauche à droite : le donjon du château, la porte de Belfort (à hauteur du clocher de l’église), la tour du Schlaghaus et enfin à droite la grande Jochturm faisant pendant au donjon.

### Enceinte urbaine
L’enceinte du bourg castral entoure le sommet de la butte sur laquelle il est implanté et prend la forme d’un quadrilatère allongé de 300 m par 100 m. Pendant longtemps, elle n’est percée que de deux portes : la Vieille Porte ou porte de Belfort à l’ouest, et la porte de Bâle ou porte de Huningue à l’est. Ce n’est qu’en 1754 qu’une troisième porte, dite Porte Neuve, est percée dans la courtine sud-est.
L’absence d’ouverture dans le mur sud-est jusqu’à une époque tardive s’explique du fait qu’il s’agit du côté où la pente est la plus faible et donc du point le plus vulnérable. Par conséquent, il a également été abondamment pourvus de tours dès le XIIIe siècle. La plus imposante, la Jochturm, était installée au sein d’une fortification extérieure en avant du mur sud-est et constituait un pendant au donjon du château. La Jochturm a disparu, mais deux autres tours de l’enceinte intérieure sont conservées de ce côté. La tour Bloch, située à l’angle de la place Xavier Jourdain et de la rue des Trois date du XIIIe siècle et a été adaptée à l’artillerie au XVIe siècle, avant d’être transformée en habitation au XIXe siècle. Une autre tour se trouve au nord de la place et protégeait l’angle nord-est de la muraille. Elle sert au XVIe siècle de prison ecclésiastique à l’évêché de Bâle et a également été convertie en habitation au XIXe siècle,. La tour du Schlaghaus se trouve le long de la courtine ouest. Elle a été construite au XIIIe siècle puis adaptée ultérieurement à l’artillerie. Elle fait l’objet d’importantes transformations aux XVIIIe et XIXe siècles qui résultent en la construction d’une maison du côté ville et le percement de nouvelles ouvertures vers l’extérieur.

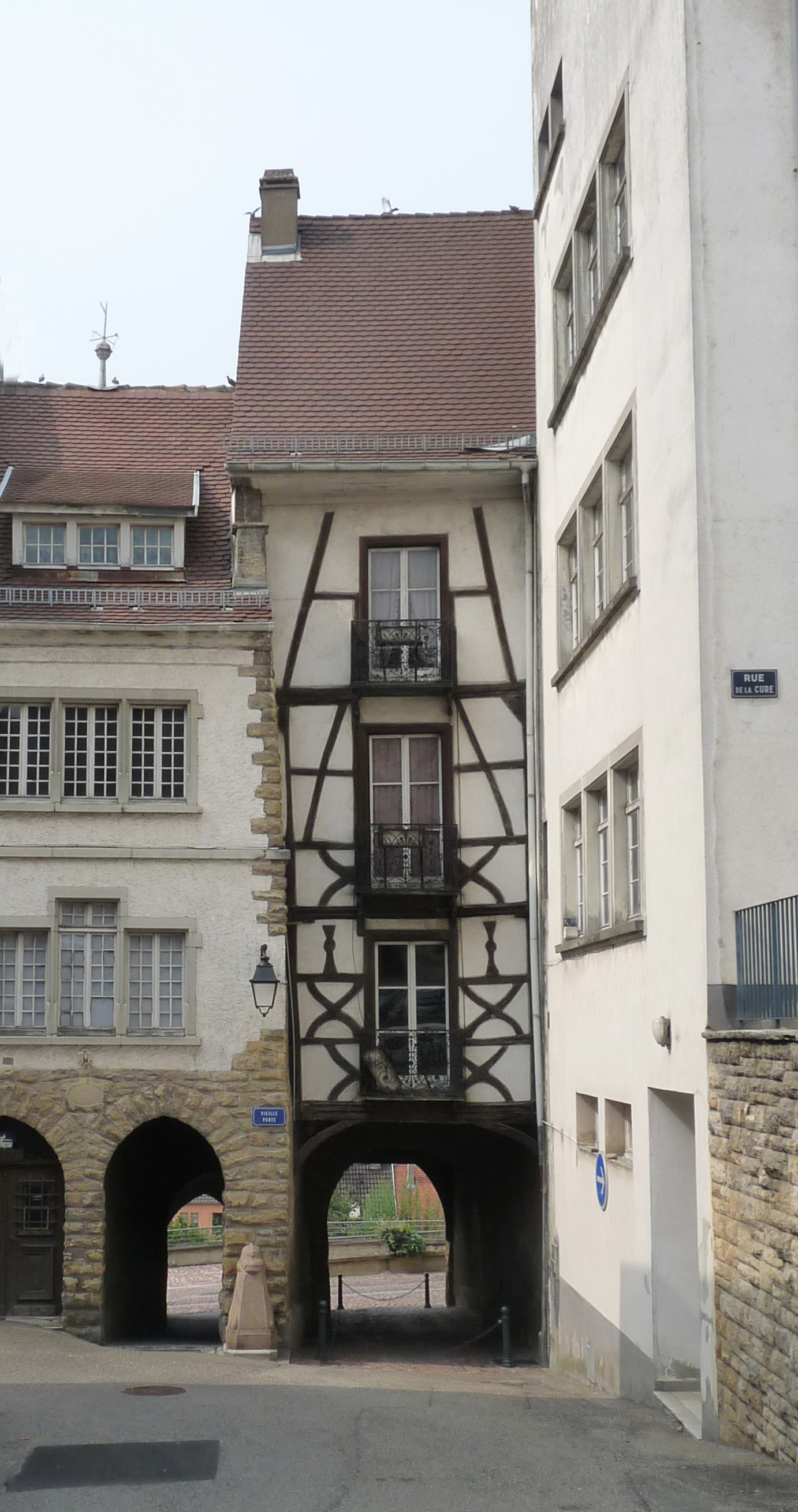
Face intérieure de la porte de Belfort.
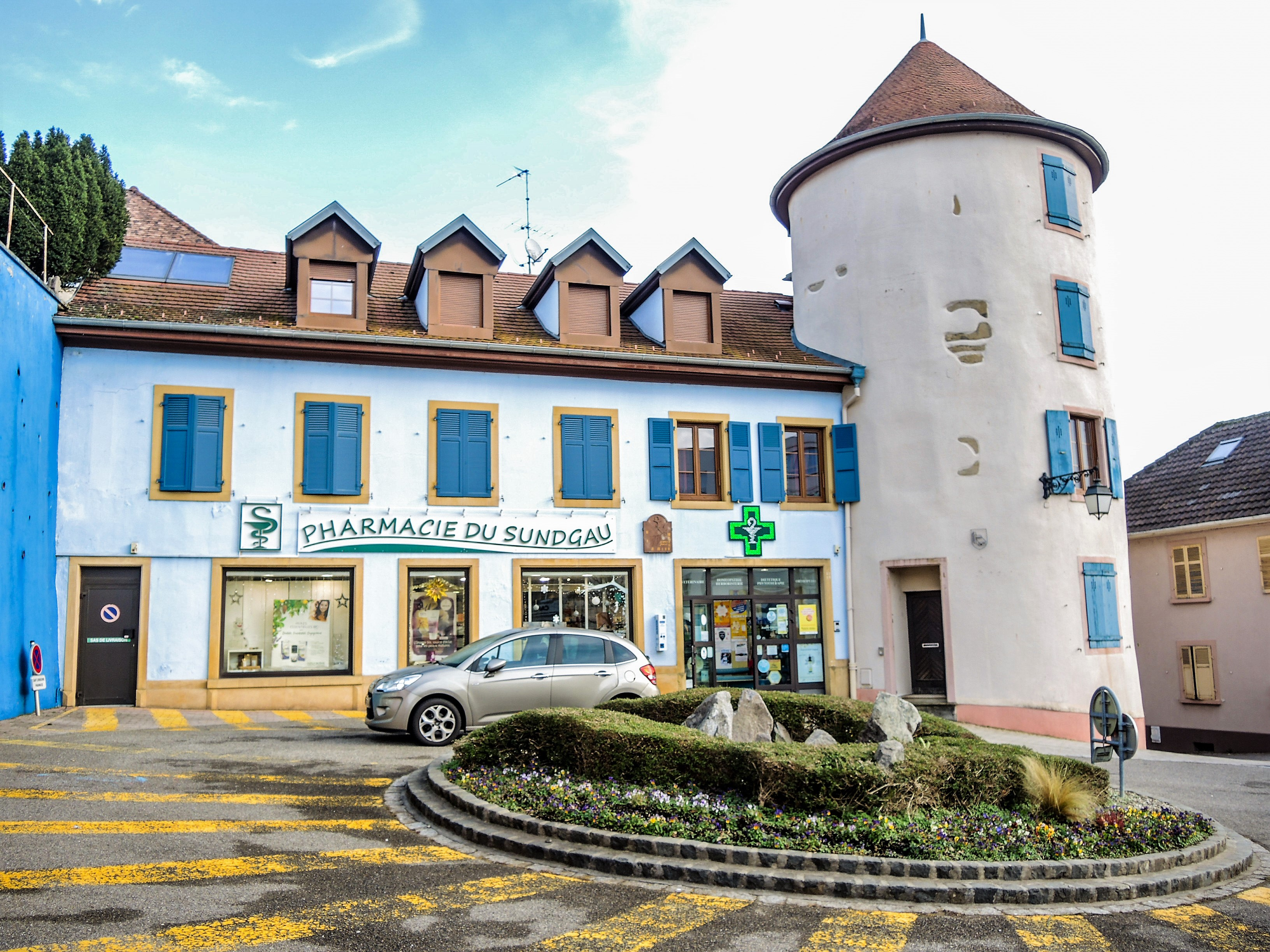
Tour Bloch.
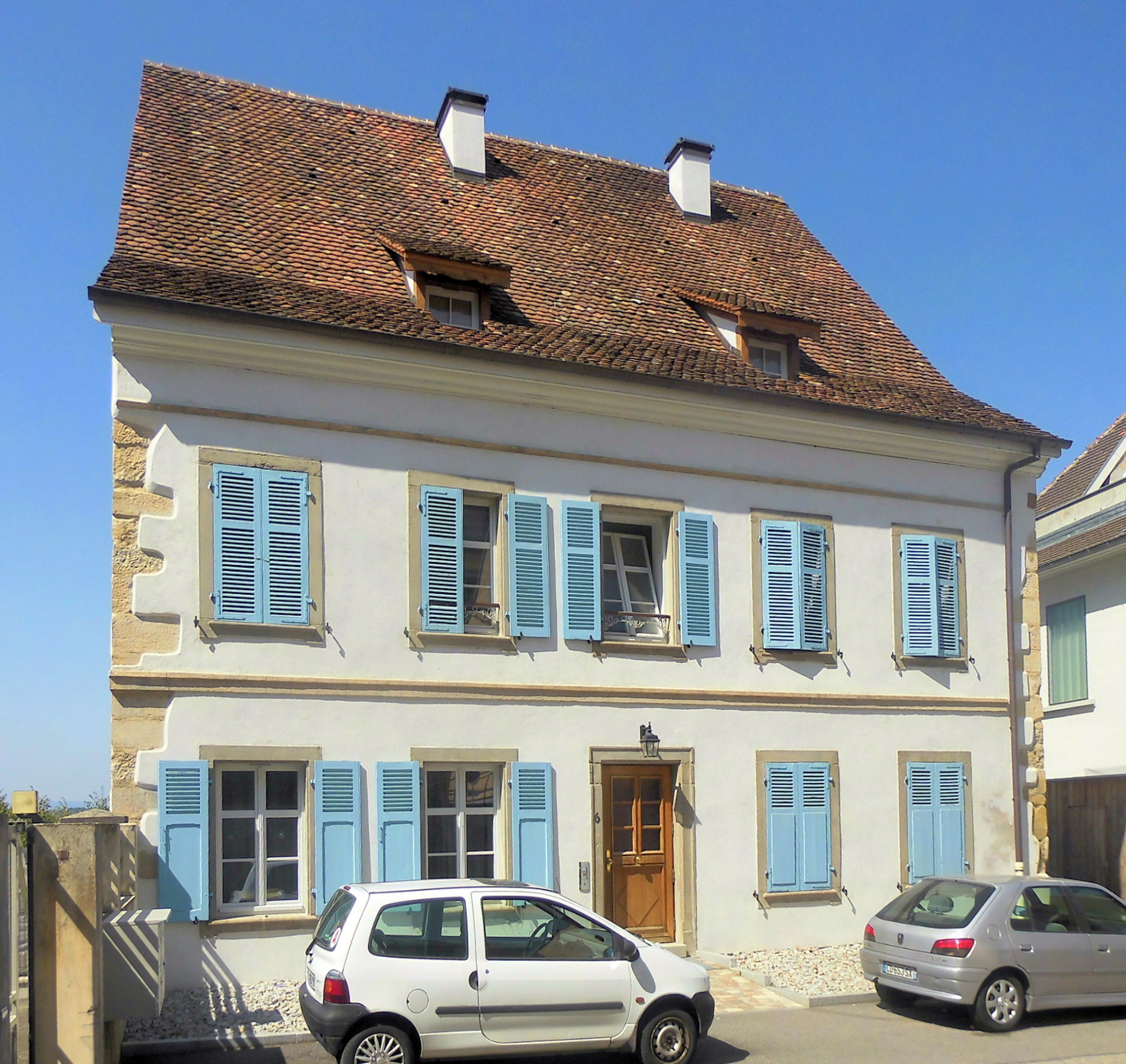
Le Schlaghaus, vu du côté de la ville.